# Ca Malapeira
Ca Malapeira és una casa del municipi d'Alcover protegida com a bé cultural d'interès local.

## Descripció
Edifici de planta baixa, pis i golfes. Presenta una distribució simètrica de les obertures. La porta d'accés apareix centrada en la planta baixa i dona accés a un vestíbul. És d'arc escarser i porta un escut amb la inscripció de l'any 1768. A ambdós costats hi ha portes rectangulars, damunt de les quals es troben finestres amb arcs escarsers. Al primer pis hi ha tres balcons, dels quals el central sobresurt més. Totes les obertures es troben resseguides per motllures de pedra. Les finestres de les golfes són quadrades. La teulada és sobresortint, amb ràfec. L'obra és de pedra arrebossada i presenta esgrafiats geomètrics.

## Història
La "Casa Malapeira" va ser construïda per a la família Alemany el 1768, segons consta a la inscripció de l'escut que apareix a la porta d'entrada. La família Alemany apareix documentada a Alcover des del segle xv fins al XIX en tots els llibres de padrons. La propietat d'aquesta casa consta en el de l'any 1835.